# タドラ＝アジラル地方
タドラ＝アジラル地方（タドラ＝アジラルちほう、Tadla-Azilal）は、1997年から2015年まであったモロッコの地方。モロッコ中央部、アトラス山脈山中に位置した。面積17,125km²、人口1,472,000人(2007年） 。州都はベニ＝メラルである。
タドラ＝アジラル地方は、アジラル州、ベニ＝メラル州、Fquih Ben Salah州の3つの州からなっていた。